# Elastic Rock
Elastic Rock is een album uit 1970 van de Britse jazzrockgroep Nucleus. Het debuutalbum van de groep was een belangrijke plaat in het nieuw opkomende genre van de jazzfusion. De band presenteerde de composities van de plaat in juli 1970 op het Montreux Jazz Festival, won er de eerste prijs, en speelde vervolgens op het Newport Jazz Festival en in de Village Gate jazzclub.

## Tracks
Alle nummers werden gecomponeerd door Karl Jenkins, tenzij anders aangegeven

1. "1916" - 1:11
2. "Elastic Rock" - 4:05
3. "Striation" - 2:15 (Jeff Clyne, Chris Spedding)
4. "Taranaki" - 1:39 (Brian Smith)
5. "Twisted Track" - 5:17 (Chris Spedding)
6. "Crude Blues, Part I" - 0:54 (Karl Jenkins, Ian Carr)
7. "Crude Blues, Part II" - 2:36 (Ian Carr)
8. "1916: The Battle of Boogaloo" - 3:07
9. "Torrid Zone" - 8:41
10. "Stonescape" - 2:39
11. "Earth Mother" - 0:51 (Karl Jenkins, Ian Carr, John Marshall, Jeff Clyne, Chris Spedding)
12. "Speaking for Myself, Personally, in My Own Opinion, I Think..." - 0:54 (John Marshall)
13. "Persephone's Jive" - 2:15 (Ian Carr)

## Bezetting
- Karl Jenkins: hobo, baritonsaxofoon, elektrische piano, piano
- Ian Carr: trompet, bugel
- Brian Smith: tenorsaxofoon, sopraansaxofoon, fluit
- Jeff Clyne: bas, elektrische bas
- John Marshall: drums, percussie
- Chris Spedding: akoestische gitaar, elektrische gitaar